# Дуб на вул. Олександра Аніщенка (Суми)
Дуб на вул. Олександра Аніщенка — ботанічна пам'ятка природи місцевого значення в Україні. Об'єкт природно-заповідного фонду Сумської області. 
Розташований у місті Суми, на вул. Олександра Аніщенка (кол. Антонова), буд. 3/1, у дворі біля будинку. 
Площа 0,01 га. Статус надано згідно з рішенням облвиконкому від 21.11.1984 року № 334, рішенням облради від 27.06.2008 року. Перебуває у віданні КП «Зеленбуд». 
Статус надано для збереження вікового дуба звичайного.